# Michael Schneider (Politiker, 1953)
Michael Schneider (* 5. Dezember 1953; † 5. Mai 2022) war ein deutscher Politiker, ehemals Die Linke, in Berlin.

## Biografie
Schneider war ausgebildeter Elektromonteur, Schlossermeister und Lehrausbilder und amtierte von Dezember 2001 bis Oktober 2011 als stellvertretender Bezirksbürgermeister und Bezirksstadtrat für Umwelt/Grün/Hochbau, später Immobilienwirtschaft im Berliner Bezirk Treptow-Köpenick. Zuvor war er von Mai 1990 bis Oktober 2001 Mitglied der Bezirksverordnetenversammlung Treptow, darunter mehrere Jahre als Fraktionsvorsitzender der PDS. Zur Wahl im September 2011 wurde er auf Platz 2 der Liste seiner Partei Die Linke zwar für die Bezirksverordnetenversammlung nominiert, aber nach der Wahl nicht mehr als einer von zwei möglichen Bezirksamtskandidaten aufgestellt. Er verließ zum 1. Januar 2012 die Fraktion Die Linke und gehörte danach als fraktionsloser Verordneter der BVV Treptow-Köpenick an.

## Politik
Schneider war von Oktober 2001 bis Dezember 2001 Abgeordneter im Abgeordnetenhaus von Berlin und legte das Mandat wie erforderlich mit der Annahme des Amtes als Bezirksstadtrat nieder.